# Cartas de Relación
As Cartas de Relación são um dos principais documentos para estudo da conquista do México. Escritas por Hernán Cortés entre 1519 e 1526, elas descrevem sua viagem ao México, chegada e alguns atos, como a campanha para a tomada da capital do império asteca, Tenochtitlán.
Sendo todas as cinco cartas destinadas ao rei da Espanha, Carlos I, elas justificavam a campanha realizada por Cortés. Eram informes oficiais, tinham como fim que Carlos I sancionasse a legalidade da empresa cortesiana. Para tal, ele descreve em suas cartas as novas terras e seus habitantes, assim como as conquistas políticas e militares. Elas porém não eram somente descrições das ações e descobertas, eram também das intenções de Cortés: fazia parte de sua argumentação expor ao rei Carlos I um projeto de Estado nas novas terras.
Seus estudos em Direito na Universidade de Salamanca, apesar de não tê-los concluído, e prévio trabalho para Corte como escrivão em Valladolid, forneceram a Cortés recursos para escrever as cartas de relacíon.

## Conteúdo das Cartas
- Primeira carta:

É a carta de Justiça e Normas da Villa de Veracruz, endereçada a rainha Joana e ao rei Carlos I, seu filho, 10 em julho de 1519.
	O conteúdo dessa carta é informativo e de justificação político-jurídica a respeito da ruptura com o governador de Cuba, Diego Velázquez.  Diante a formação da Villa de Veracruz e nomeação de Cortés como capitão geral, a carta tem como objetivo final que o cabildo torne-se subordinado direto ao rei da Espanha.
- Segunda carta:

Fechada em 30 de outubro de 1520 ao rei Carlos I.
	A partir da segunda carta as correspondências escritas por Cortés ao rei da Espanha terão um menor significado oficial, apesar de o serem, e passaram a abordar mais as impressões por ele tidas. 
	Carta densa, ela relata as primeiras alianças entre os espanhóis e os indígenas, assim como suas batalhas e resistência. É nela que Cortés descreve a chegada de sua empresa a Tenochtitlan, e os primeiros contatos de sua embaixada com o imperador asteca Montezuma. 
	Dentre os episódios que relata está o Massacre do Templo Maior, em que o Montezuma morre ao ser atingido por uma pedra. Esse episódio em conjunto com o número crescente de espanhóis mortos e feridos fará com que Cortés deixe a cidade do México em direção a Tlaxcala, momento conhecido por Noite Triste.
- Terceira carta:

Fechada em 15 de maio de 1522 de Coyoacan, um dos bairros de Tenochtitlan, de Hernán Cortés ao rei Carlos I. 
	Essa carta é o relato da tomada de Tenochtitlan, agora sob o império de Cuauhtemoc, o último rei asteca. Cortés descreve que a empreitada teria sido planejada desde a Noite Triste. Para o sucesso da operação, Cortés aliou-se a tribos indígenas e sitiou a capital a asteca.
- Quarta carta:

Fechada em  15 de outubro de 1524, Tenochtitlan, de Hernán Cortés ao rei Carlos I. O conteúdo dessa carta é principalmente a organização da expansão pelo território, a qual foi guiada pela divisão geográfica do México:
- - Tehuantepec: istmo que integra os territórios da Guatemala e Honduras
  - Costa do golfo do México: a expedição se centrou na região de Pánuco
  - Territórios costeiros do Mar del Sul.[9]

- Quinta carta:

Fechada em  3 de setembro de 1526, Tenochtitlan, de Hernán Cortés ao rei Carlos I.
	A quinta e última carta faz referência a viagem de Cortés a Hibueras (Honduras), a qual teria como motivo apaziguar uma rebelião iniciada pela traição do capitão Cristóbal de Olid. Durante a ausência de Cortés, passou a correr no México a notícia de que ele haveria traído a coroa espanhola. Tal denúncia teve como impulso a desinformação da Corte a respeito do que estava ocorrendo no México, o que permitiu que opositores de Cortés levantassem tais ideias de deslealdade. Assim, além de descrever suas últimas ações, Hernán Cortés usa a carta para defender-se das acusações.